# Drobo
Drobo est une ville du Ghana, située dans la région de Bono, plus précisément dans le district municipal de Jaman Sud, dont elle est le chef-lieu.

## Géographie
Drobo se trouve à une latitude de 7,583 06 N et une longitude de −2,785 56 O. La ville bénéficie d'un climat tropical avec une saison des pluies et une saison sèche.

## Économie
Drobo est un centre commercial important pour les communautés environnantes. L'agriculture y est une activité clé, notamment la culture du cacao et d'autres produits agricoles. La ville abrite également la Drobo Community Bank Plc, une institution financière fondée en 1997.

## Éducation
La ville dispose de plusieurs institutions éducatives, dont la Drobo Senior High School, qui propose des programmes dans les arts généraux, les sciences générales, l'agriculture, les affaires, l'économie domestique et les arts visuels.

## Infrastructures
Drobo est reliée à d'autres parties de la région de Bono par un réseau routier permettant les échanges commerciaux et le déplacement des populations,.

## Démographie
Selon les données de 2021, le district municipal de Jaman Sud compte environ 108 388 habitants.